# 現地生産
現地生産（げんちせいさん）とは経営学用語の一つ。企業が海外に進出して生産拠点を設け、そこで生産活動を行うということ。現地生産を行う理由としては、安い労働力の確保や海外市場を開拓するためなどといった企業が利益を向上させるための他に、関税や輸入制限、輸入禁止などといった貿易障壁を抜けるためといった目的が存在する。